# Lada Jelínková
Lada Jelínková (* 18. listopadu 1974 Brno) je česká divadelní a filmová herečka.
V roce 1998 vystudovala činoherní herectví na Divadelní fakultě Janáčkovy akademie múzických umění v Brně. Jejím prvním angažmá bylo v Divadle F. X. Šaldy v Liberci. Od roku 2001 je členkou souboru Činoherního klubu v Praze.

## Divadelní role

### Činoherní klub
- 2000 Soňa – Anton Pavlovič Čechov: Lesoduch (režie: Ivo Krobot)
- 2000 Fatima – Bernard-Marie Koltès: Návrat do pouště (režie: Roman Polák)
- 2001 Škodová, sekretářka u Fistra – Václav Štech: Deskový statek (režie: Ladislav Smoček)
- 2001 Lidočka – Alexandr Vasiljevič Suchovo-Kobylin: Proces (režie: Martin Čičvák)
- 2001 Manželka – Zoltán Egressy: Portugálie (režie: Ivo Krobot)
- 2002 Elianta – Molière: Misantrop (režie: Martin Čičvák)
- 2003 Larisa – Fjodor Sologub: Ďáblova houpačka (režie: Roman Polák)
- 2004 Lukrécie - Carlo Goldoni: Impresário ze Smyrna (režie: Ladislav Smoček)
- 2006 Mette – Thomas Vinterberg, Mogens Rukov: Rodinná slavnost (režie: Martin Čičvák)
- 2007 Marta Babakinová – Anton Pavlovič Čechov: Ivanov (režie: Martin Čičvák)
- 2008 Správcová - Milan Kundera - Ptákovina (režie: Ladislav Smoček)
- 2011 Eunice - T. Williams: Tramvaj do stanice Touha (režie: Ladislav Smoček)
- 2017 Mimi - Martin Čičvák: Urna na prázdném jevišti
- 2021 Dora Strangová - Peter Shaffer: Equus (režie: Martin Čičvák )
- 2023 Gale, Laura - Nina Raine: Konsent (režie: Šimon Dominik)

Národní divadlo
- Nerissa - William Shakespeare: Kupec benátský (režie: Martin Čičvák)

### Dejvické divadlo
- 2012 Jana – Petr Zelenka: Dabing Street
- 2018 Jane, Hana - Petr Zelenka: Elegance molekuly

Divadlo pod Palmovkou
- 2018 Janigena - Kateřina Tučková, Michal Lang: Žítkovské bohyně

Divadlo Na Fidlovačce
- 2019 Marta - Milan Tesař: Výjimečný stav

## Filmové a seriálové role
- 1994/1998 Detektiv Martin Tomsa
- 1999 Hanele film, režie: Karel Kachyňa
- 2003 Návrat do pouště (divadelní záznam), režie: Roman Polák, Josef Císařovský
- 2003 Pekelná maturita, televizní pohádka
- 2004 Náměstíčko seriál, režie: Jaroslav Hanuš
- 2004 Křesadlo televizní pohádka, režie: Jaroslav Hanuš
- 2005 Maska a tvář (divadelní záznam), režie: Ladislav Smoček
- 2004/2006 Redakce seriál, režie: Tomáš Krejčí, Jiří Vejdělek
- 2006 Vřesový trůn televizní pohádka, režie: Tomáš Krejčí
- 2006 Impresário ze Smyrny (divadelní záznam), režie: Ladislav Smoček
- 2006/2007 Horákovi
- 2007/2012 Trapasy seriál, režie: Petr Zelenka, Tomáš Krejčí, Zábranský, Chaun, Němcová, Sís, Jan Pachl, Dušan Klein
- 2008/2011 Soukromé pasti
- 2009/2013 Vyprávěj
- 2010 Dokonalý svět
- 2011 Žena, růže, píseň, kost... (studentský film), režie: Sofie Šustková
- 2012/2013 Helena
- 2014 Intimity
- 2016 Rapl seriál, režie: Jan Pachl
- 2016/2018 Ohnivý kuře
- 2017 Mordparta, televizní seriál, režie Peter Bebjak
- 2017/2018 Modrý kód
- 2018 Vesničan seriál, režie: Tomáš Svoboda
- 2018 Dabing Street seriál, režie: Petr Zelenka
- 2018 Dvě nevěsty a jedna svatba film, režie: Tomáš Svoboda
- 2019 Specialisté, televizní seriál
- 2020 Past, televizní film, režie Viktor Polesný
- 2021 Božena,  televizní seriál, režie Lenka Wimmerová
- 2021 Devadesátky ,  televizní seriál, režie Peter Bebjak
- 2022 Chlap, televizní seriál, režie Peter Bebjak
- 2022 Místo zločinu České Budějovice, televizní seriál, režie Jiří Chlumský